# D'Arrests komet
d'Arrests komet eller 6P/d'Arrest är en periodisk komet i vårt solsystem, i en omloppsbana mellan Mars och Jupiter. Den passerade senast 53 000 000 kilometer från jorden, ungefär en tredjedel av avståndet till solen den 9 augusti 2008.
1991 föreslog Andrea Carusi och Giovanni B. Valsecchi (Istituto Astrofisica Spaziale, Rom), och Ľubor Kresák och Margita Kresáková (Slovak Astronomical Institute, Bratislava), oberoende av varandra att kometen var densamma som observerades av Philippe de La Hire 1678.
Det ljusaste framträdandet fram till idag skedde 1976 då kometen nådde en magnitud på +4,9. Den visade då upp en en grad lång svans.